# Eva Yerbabuena

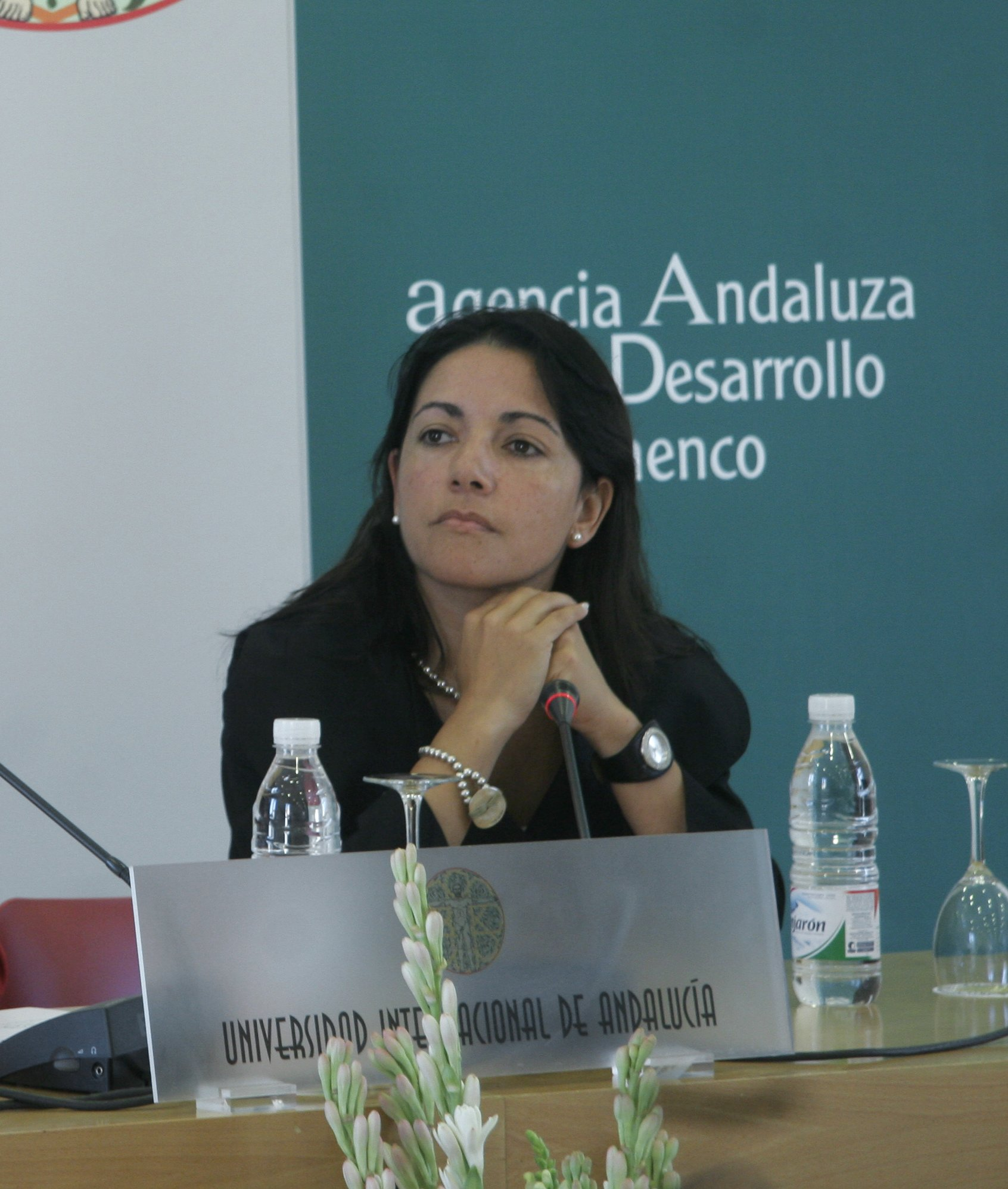
Eva Yerbabuena, 2007

Eva Yerbabuena (eigentlich Eva María Garrido García; * 22. Juni 1970 in Frankfurt am Main), genannt auch La Yerbabuena, ist eine spanische Flamencotänzerin und Choreografin.

## Leben
- Im Alter von 11 Jahren sah Eva Garrido Manuela Carrasco und Concha Vargas tanzen und begeisterte sich für den Flamenco. Mit 12 Jahren nahm sie ihre ersten Unterricht, lernte jedoch auch durch Beobachtung und Nachahmung, da ihren Eltern die Mittel fehlten, um eine Ausbildung bei den renommierten Lehrern zu bezahlen, die sie sich wünschte. Ihr künstlerisches Vorbild war und ist Carmen Amaya.[2]
- Später studierte sie Dramaturgie bei Juan Furest und Jesús Domínguez.[3]
- Danach reiste sie nach Kuba, um bei Johannes García Choreographie zu erlernen.[4]
- Sie erhielt durch einen Freund, Francisco Manuel Díaz, den Künstlernamen Yerbabuena (deutsch „Minze“) nach dem Flamencosänger Frasquito Yerbabuena.[1]
- Eva Garrido alias Eva Yerbabuena arbeitete mit namhaften Tänzern wie Manolete, Merche Esmeralda, Javier Latorre, Joaquín Cortés, Mikhail Baryshnikov und Pina Bausch zusammen.
- 1997 debütierte sie mit A vueltas con Cuba und La garra y el ángel als Choreografin.[5]
- 1998 gründete sie das Eva Yerbabuena Ballet Flamenco, an dem auch der Gitarrist und ihr Ehemann Paco Jarana als Musikdirektor beteiligt ist. Die Kompanie hatte ihren ersten Auftritt mit dem Stück Eva bei der Biennale von Sevilla.[6]
- Im selben Jahr feierte Pina Bausch das 25-jährige Jubiläum ihrer eigenen Kompanie. Auf Einladung von Pina Bausch tat das Eva Yerbabuena Ballet Flamenco in der Oper von Wuppertal mit dem Stück A mi niña Manuela auf.[7]
- Mit dem Stück Eva bereiste sie mit ihrer Kompanie die Welt. Bis 2002 kamen 200 Aufführungen zustande, unter anderem in London, São Paulo, Straßburg, Rouen, Marseille, der Schweiz und Luxemburg.[7]
- Im Jahr 2000 trat sie auf in Nîmes, Lissabon, in Jerez de la Frontera, in Paris, beim Festival von Mont-de-Marsan und bei der Weltausstellung in Hannover auf. Im selben Jahr debütierte ihre Kompanie mit ihrer zweiten bedeutenden Arbeit, 5 Mujeres 5, in Sevilla.[8] Für sie als Solotänzerin war das Stück eine Parforcetour durch die Palos des Flamenco. Sie tanzte darin die Soleá por bulerías, den Martinete, die Soleá apolá, die Caña, die Minera, Tangos und die Seguiriya.[9] Im Wechsel 5 Mujeres 5 und Eva aufführend, tourte das Ensemble über die renommierten Bühnen und Flamenco-Festivals: Das Teatro de las Zarzuela und das Teatro Real in Madrid, das Teatro Tívoli in Barcelona, das Flamencofestival von Jerez, das Teatro Lope de Vega in Sevilla, das Festival in Albuquerque (USA), das Barbican Theatre in London und das Forum Pro-Cultura in Monterrey, USA.[9] Erneut trat sie in Wuppertal auf, gemeinsam mit Sylvie Guillem, Alain Platel und anderen renommierten Tänzerinnen und Tänzern.[9]
- 2001 schuf sie zwei weitere Choreografien, Dharma für die Compañia Andaluza de Danza und Flamenco de la Cava für ihr eigenes Ensemble. Für ihre herausragende Interpretation der Soleá in diesem Stück wurde sie mit dem Premio Nacional de Danza in der Kategorie Interpretation ausgezeichnet.[10]
- Mit La voz del silencio betrat sie 2002 sie auf der Biennale von Sevilla neue Pfade: Das Stück bietet, eine Liebesgeschichte erzählend, eine Synthese aus Schauspiel, Flamenco und zeitgenössischem Tanz.[11] Gemeinsam mit David Morales schuf sie im selben Jahr die Choreografie Contrabandistas. Dieses Jahr war auch ein Jahr weltweiter Auftritte, unter anderem in New York, Boston, Washington, Havanna und London.[12]
- 2002 begann auch ihr Projekt A cuatro voces, das sie in den folgenden Jahren weiter zur Reife brachte. Das Stück interpretiert in tänzerischer Form unnd Meta-Sprache[13] Werke der vier Dichter Federico Garcia Lorca, Vicente Aleixandre, Miguel Hernández und Blas de Otero.[14] Bei der Biennale von Sevilla wurde es mit dem Preis für die beste Musikpremiere ausgezeichnet.[15]
- 2004 tanzte Eva Yerbabuena bei Pina Bauschs Düsseldorfer Tanztheaterfest in deren Choreografie Nefés.[15][16][17] Mehrmals noch sollten sich in den folgenden Jahren die Wege der beiden Künstlerinnen kreuzen.[18]
- 2005 wurde sie zweifach mit dem Preis MAX für darstellende Kunst ausgezeichnet, zum einen als beste Tänzerin und zum anderen für das beste Bühnenstück mit Al cal y canto.[15]
- 2006 hatte in Madrid ihre Choreografie El huso de la memoria Premiere im Teatro de la Zarzuela in Madrid.[19] Auch dieses Stück führte sie mit ihrer Kompanie weltweit auf Tourneen und in Spaniens Zentren des Flamenco, Sevilla und Jerez. Für dieses Stück wurde sie erneut mit dem Preis MAX für das beste Bühnenstück ausgezeichnet.[20]
- 2007 wurde sie mit der Medalla de Andalucía für ihr künstlerisches Gesamtwerk geehrt.[21]
- 2009 hatte ihre Produktion Lluvia Premiere; anschließend ging sie damit weltweit auf Tournee.[22]
- 2010 brachte sie Cuando yo era… auf die Bühne des Teatro de la Maestranza in Sevilla. Dieses Stück wurde bei der Flamenco-Biennale mit dem Premio Giraldillo für die beste Bühnenregie ausgezeichnet.[22]
- 2011 brachte sie Federico según Lorca in den Gärten des Generalife in Granada zur Uraufführung.[22]
- 2015 präsentierte sie ¡Ay! in Madrid. In diesem Stück tanzte sie nach langen Jahren wieder alleine, ohne ihre Kompanie, begleitet nur von Sängern und Musikern in klassischer Flamenco-Besetzung.[23]
- 2016 machte sie mit Apariencias philosophische Überlegungen zum Gegenstand tänzerischer Interpretation. Es setzt sich mit Fragen der Macht und zwischenmenschlicher Manipulation auseinander und beschäftigt sich auch mit dem aktuellen politischen Problemen wie der Flüchtlingskrise.[24]

## Filme
- 1997 arbeitete sie mit Sara Baras und anderen Flamencotänzern und Sängern wie Elena Andujar, Montse Cortes und Guadiana in Mike Figgis’ Dokumentarfilm Flamenco Women. In dem Film fängt Figgis den Prozess des Entstehens einer Show ein, bei der die Künstler nur sechs Tage für Vorbereitung und Proben haben.
- 2001 trat sie in dem Mike-Figgis-Film Hotel als Flamencotänzerin auf.
- Eva Yerbabuena hat auch eine Rolle in Pulse: A Stomp Odyssey (2002), in dem sie eine Petenera mit dem Gitarristen Paco Jarana aufführt.

## Rezeption
Der Kritiker, Fachautor und Flamenco-Experte Ángel Álvarez Caballero schrieb über sie in der Zeitschrift Flamenco Internacional:

«Dudo mucho que ninguna de las bailaoras flamencas de hoy sea capaz de interpretar tantos estilos, con esta perfección.»

„Ich zweifle sehr, ob irgendeine Flamencotänzerin fähig ist, so viele Stilarten mit solcher Perfektion zu interpretieren.“

Marta Carrasco schrieb in der Zeitschrift ABC:

«Si en Flamenco existieran los diez mandamientos supongo que tendíamos que resumirlos en uno, y este no sería otro que la soleá que ayer bailó Eva Yerbabuena para poner punto y final a su voz en el silencio.»

„Wenn es im Flamenco die Zehn Gebote gäbe, dann schätze ich, dass wir sie in einem einzigen zusammenfassen müssten. Dies wäre kein anderes als die Soleá, die Eva Yerbabuena gestern als Höhepunkt und Finale in ihrer (Aufführung) Voz en el silencio tanzte,“